# نادي تورينيسي
نادي تورينيسي لكرة القدم (بالإيطالية: Football Club Torinese)‏ هو نادي كرة قدم إيطالي تأسس في 1894 ، يقع مقره الرئيسي في تورينو، ويلعب في الدوري الإيطالي الدرجة الأولى.